# گیبون گونه‌سفید شمالی
گیبون گونه‌سفید شمالی (نام علمی: Nomascus leucogenys) نام یک گونه از سرده نوماسکوس است.